# Карнево (Цехановський повіт)
Карнево (пол. Karniewo) — село в Польщі, у гміні Реґімін Цехановського повіту Мазовецького воєводства.
Населення — 137 осіб (2011).
У 1975-1998 роках село належало до Цехановського воєводства.

## Демографія
Демографічна структура станом на 31 березня 2011 року:
|          | Загалом | Допрацездатний вік | Працездатний вік | Постпрацездатний вік |
| -------- | ------- | ------------------ | ---------------- | -------------------- |
| Чоловіки | 70      | 12                 | 49               | 9                    |
| Жінки    | 67      | 14                 | 31               | 22                   |
| Разом    | 137     | 26                 | 80               | 31                   |